# Yang Liyu
Yang Liyu (en chinois : 杨立瑜 ; pinyin : Yáng Lìyú), né le 13 février 1997 à Chongqing en Chine, est un footballeur international chinois. Il évolue au poste d'ailier droit au Guangzhou Evergrande.

## Biographie

### Débuts professionnels
Formé au Wuhan Zall, Yang Liyu rejoint l'Europe et le Portugal en signant avec le Gondomar SC en 2015, où il poursuit sa formation.
En 2017 il fait son retour dans son pays natal en étant prêté au Tianjin TEDA.

### Guangzhou Evergrande
Le 24 décembre 2017 est annoncé le transfert de Yang Liyu au Guangzhou Evergrande. Il joue son premier match sous ses nouvelles couleurs le 14 février 2018, lors d'une rencontre de Ligue des champions de l'AFC face au Buriram United. Il entre en jeu à la place d'Alan et les deux équipes se neutralisent (1-1).

### Carrière internationale
Le 9 décembre 2017 Yang Liyu honore sa première sélection avec l'équipe nationale de Chine lors d'un match face à la Corée du Sud. Il est titularisé ce jour-là et les deux équipes font match nul (2-2).